# 关于广州地铁争议以及焦点事件
本條目介紹广州地铁產生重大批評聲音和爭議事項。

## 建设相关问题

### 線網建設清拆
在1990年代最初修建地鐵一號線時，清拆了中山路沿線眾多騎樓，一樂也理髮店、艷芳照相館、華北飯店等本地老字號就此消失。因地鐵建設，而令中山四、五路的歷史風貌遭遇嚴重破壞。有意見認為當時利用地鐵上蓋招商，籌資建設地鐵的方案是有錯誤的。已故的摄影师李瑞然受訪時表示：“那时候拆骑楼好大胆，不理会什么，总之整条街都要拆掉。”。原市规划局局长施红平就表示，一号线建设时就确定以地產集資建設的模式地铁建设，所以就將中山路段两边的许多“红线”划给地铁公司，这样开发对于骑楼等历史建筑来说是“争也无效，铁定保不住”。
而在2006年廣州地鐵公司公布地鐵六號線的工程計劃，其中一德路站因設計站台隧道正上方是臨街騎樓，施工單位和文化保護單位曾多次開會商討騎樓的去留問題。在2008年廣州地鐵曾表示有制定不拆騎樓的保護方案，但騎樓拆還是不拆尚待政府決定。結果到2010年，一德路上高8层而有着精美的纯西式圆弧拱顶、号称一德路上最高骑楼的370号，最终仍被整栋拆除。時地鐵公司負責宣傳的葉姓職員答覆稱，地鐵具體清拆和保護的選擇，都是根據市規划局的決策。而對於街坊強烈要求的回遷事宜，葉姓職員就指拆遷補償標准是由越秀區拆遷辦公室決定。
2013年6月14日，广州市萝岗区萝岗街道范围内的一个先秦古墓在地铁六号线二期萝岗车辆段施工时被毁。同年7月5日，广州市人民政府公布了该事件的处理结果，主要责任人（中铁二局）被罚款50万元。
2020年10月，地鐵10號線工程向外界公佈署前路站的方案，公示為建設車站擬拆遷署前路東側和廟前直街北側合計42座物業，正位於廣州最具歷史文化底蘊的老城區東山的咽喉入口處。由於該地遍布政治遺址、文化名人故居，位處當中的廟前直街（北側）也陪伴几代廣州人成長，事件很快引起市民的廣泛關注和討論。不少市民反對拆遷，提出了種種疑問，希望政府說明地鐵10號線署前路地鐵站的選址理由。而最终该站并未真正建设，且为保证线路能如期开通并未在工程上预留后续增建的条件，事实上可认为该站已被取消。  

### 建设事故
广州地铁在建设过程中曾发生过多次建设事故。
2008年4月15日，6号线东湖站至黄花岗站盾构区间（地下23米处）在盾构机例行开仓检查过程中，发生异常事故。工程单位迅速采取措施抢救伤员，将现场作业的18名工人全部撤至地面。事故造成8名工人受伤，伤者被迅速送往医院救治，其中1名工人不治身死。
2013年1月28日16时37分，康王南路與杉木栏路交會處因地鐵6號線文化公園站工地爆破不當導致地陷，有商舖和榕樹陷入坑內，所幸無人傷亡。塌陷後，廣州地鐵官方微博於當晚9:45表示「現場情況穩定」，但10點左右，現場又連續塌方兩次，一間房屋倒塌。廣州地鐵官方因此被指「将息事宁人、掩饰过错放在第一位」、「與7·23动车事故的处理方式异曲同工」。
2018年1月25日下午5时左右，21号线苏元至水西左线盾构区间盾构机作业时，线路短路引起火灾造成3人被困，而施救过程中突发坍塌，造成该3名仓内工作人员死亡。
2019年12月1日9时28分，11号线沙河站工地旁的广州大道北与禺东西路交界处发生地面塌陷，一辆清污车和一辆电动自行车陷入坑内，造成清污车内2人、电动车驾驶员1人，共3人不幸罹难。

### 建设质量问题
2010年10月11日，广州地铁三号线北延段，被爆出联络通道（位於两条地铁隧道間用于工程维修、紧急避险以及排水的通道）存在混凝土强度不合格，存在坍塌的可能性。但施工方却通过伪造检测报告，使相关部门在不明真相的情况下通过了验收。而地铁公司获知此事之后，称会了解，并拿出整改补救方案，并且不会影响三号线北延段于11月前开通。

### 翻新问题

#### 一号线车站翻新事件
2011年5月5日，《南方都市报》率先报道市16中高一学生陈逸华，身穿印有五羊石像和广州传统英文名“Canton”字样的T恤，在东山口、烈士陵园等一号线多个地铁站外举着横幅，派发传单并收集市民签名。他指稱1号线会在三年内完成全线16个车站的翻新工程，铲去原有墙面、改为统一灰色石板。这样既抹杀1号线“一站一景”的特色，又劳民伤财。当时已开工的车站有长寿路站、杨箕站、体育西路站、广州东站。此事引起媒体和社会广泛热议，网上有人称他为“举牌哥”。
5月6日地铁公司第一次回应称，一号线已开通14年，翻新改造皆因路线老化、装饰材料残旧破损。由于当初的装修材料已被淘汰，无法再买到，所以进行全面翻新。针对破坏“一站一景”的风格，地铁公司说：“原装修未成景观化风格，谈不上抹煞”，“翻修前后风格没有太大改变。”不过此说法马上被媒体驳斥，記者在建材市场调查时发现，其实可以轻易寻获类似颜色和材质的饰材。另外有人也发现，除了更换墙面材料外，多个站台的吊顶也被更换，新吊顶增加了不少装饰材料，也新装了一些灯具。
5月8日，地铁公司派工程维修部经理约见陈逸华，称一号线的瓷片大部分采用粘贴方式安装，长时间使用后粘贴层松脱，瓷片容易掉落，存在严重的安全隐患，几个站点也发生过瓷片脱落的问题。而石板有固定件，可以“一劳永逸”，且石材容易清理，不容易出现划痕和污损。一号线的吊顶方式传统，导致天花板经常掉落，近5年已出现了多次的天花板松脱故障，而且还影响站台的照明度，加上灯具老化，使得站厅的照度满足不了设计要求。有人质疑地铁公司用专业数据和术语驳斥，明显利用信息不对称。
此时地铁公司原副总工程师曾宝贤通过媒体公开表明：一号线总体翻新“完全没有必要”。他指完好的墙面，应该是“保养”才对；维修保养是经常性的，出現問題才對應修補，不能拆除。有市民质疑：一号线的装修质量是否存在问题？当年的装修公司是否有义务对一号线的装修进行保修？而一号线此次的站台墙壁翻新是采用外挂花岗岩的形式，也被质疑：花岗岩含有微量放射性物质，近几年已被家居装修所淘汰，地铁装修使用是否环保？有媒体也查出广州地铁2010年9月的中标公示，其中明确显示，此次地铁整体装修的中标报价为广州市房屋开发建设有限公司的6726万元人民币。对此，有建筑业高级工程师提出质疑：中标报价下浮率达到了近三成，相差两千多万元，这样的招标过程是否合理？6700多万元的最终中标价，又还有多少的水分存在？缩减了两千多万元的费用后，此次的翻新装修质量能否有保障，又能使用多少年？稍后，公众又开始质疑地铁公司的翻修决策过程，其中立项、评审、预算全部是地铁公司内部消化，公众无从知晓，更无从监督。
5月10日地铁新闻发言人再次约见媒体，依然声明装修是必须进行的，但坚持原方案的态度有了缓和，表示改造工程将不再对全部材料和设施都翻修，仅对存在安全隐患的部分进行改造。对仍未开始改造的车站，未来动工时会咨询公众。有省政协委员指，地铁公司此举是缓兵之计。另外陈逸华曾多次通过电话、在意见箱里投卡片等方式，将一些问题和建议反馈到地铁公司，但每次得到的答案几乎相同：会跟进，但短时间内不会改变。

#### 出入口翻新装修问题
2024年12月30日，花地湾站出入口启动翻新工程，当中D口的实际装修效果被指与棺材过于相似，在网络上引发大量讨论，地铁方面随即停止施工，并将装饰部分拆除；而负责该出入口翻新设计的公司员工也受到处罚。

## 规划问题

### 小编组问题
广州地铁的众多路线中，1、2、8、12号线是使用较宽敞的6节A型列车，而11、13号线使用更長的8节A型列车，18号线和22号线使用更大的8节市域D型列车。其余各线因客流預測、速度技术、路线走向和地质限制等因素，只能采用B型列车及直线电机技术的L型列车，其中除3、5、7、9、10、14、21号线为6节编组列车外，4、6及广佛线均只以4节编组营运。部分线路地铁列车编组短，车厢窄和运力不足问题一直为人诟病。
早在三号线开通之初，地铁公司就宣传“小编组，高密度”的营运方式，当时的解释是“以适应不同时间的客流”。但因客流预测错误，3号线规划之初沿线楼盘的興建速度快于轨道交通建设，同時3號線能夠直接前往珠江新城及天河CBD，使客流量增长速度遠比预期要快，日客运量从刚开通时的15.5万人次上升到2008年5月底的21万人次（相当于一号线2002年的水平），5月1日甚至达到了32.52万人次。纵然地铁公司不断缩短行车间隔，但效果甚微甚至没有效果。导致在早晚高峰，节假日车厢和车站内十分拥挤而实施车站客流控制，擠迫度超过100%，加上信號系統未完全調試完好，经常出現临时停车甚至飞站。使网民称之为“史上最短、最慢的地铁”。地铁公司原计划3号线在遠期才实行3节编组列车两两重联，由于客流猛增，使在3号线开通僅僅5年后，即2010年4月20日，地铁公司即提前把所有3节编组列车两两重联，变为6节编组营运。2010年4月28日，两两重联列车正式于天河客运站至番禺广场段投入服务，後來亦逐漸投入6節編組新車，但3號線運能和客流的矛盾依然比較尖銳，直至2014年，3號線最高滿載率依然高達136%，而根據中国城市軌道交通協會出版的《城市軌道交通2017年度度统计和分析报告》，廣州地鐵客運強度為每日1.93萬人次/公里，為全國之冠，其中在2017年12月31日体育西路站客運量達八十四萬四千人，亦為2017年全國之首。在2019年三期建设规划前，地鐵方面規劃在未来建設與3號綫平行的18号线以及26号线，以期分流部分3號綫的客流。
而6号线在規劃定位時，並非定位為骨幹線路，而是定位作1號線的「輔助線」。作為一條加密線加密市區的地鐵覆蓋，同時以缓解1号线将来的压力为目的，因此得出的客流預測數據比較小。所以建造时只采用4节的小编组，此時1号线运力尚未饱和。但是由於工期被拖延多年，加上后来金沙洲的发展，以及低估了传统商区的人流等因素，同時眾多市民依然留有當年3節編組的3號線極為擁擠的印象，因此6号线開通前后，有市民因害怕沿线客流巨大，但4节车厢运力有限害怕拥挤而不敢乘坐。地鐵公司亦預測6號線的客流會超過設計運力，而4节编组营运已難以改變，因此在开通时高峰时间已为3分45秒一班车，为开通时发车间隔最密的一条新线，而且为了新列車能多载乘客，每节车厢有一半座位被拆卸，以增加运力，但隨著6號綫二期延長綫開通，客流量進一步增長，以及列車數量、運力受限，最終仍需要進一步增购列车來緩解客流擁擠狀況。除此之外，今后或将通过公交接驳和11号线（环线）等来分流如意坊至沙河段，以便缓解巨大客流压力。目前6號線每日客流约100萬人次，拥挤程度严重。早高峰期间，植物园站往市区方向的乘客甚至需等候几班列车。

### 换乘通道问题

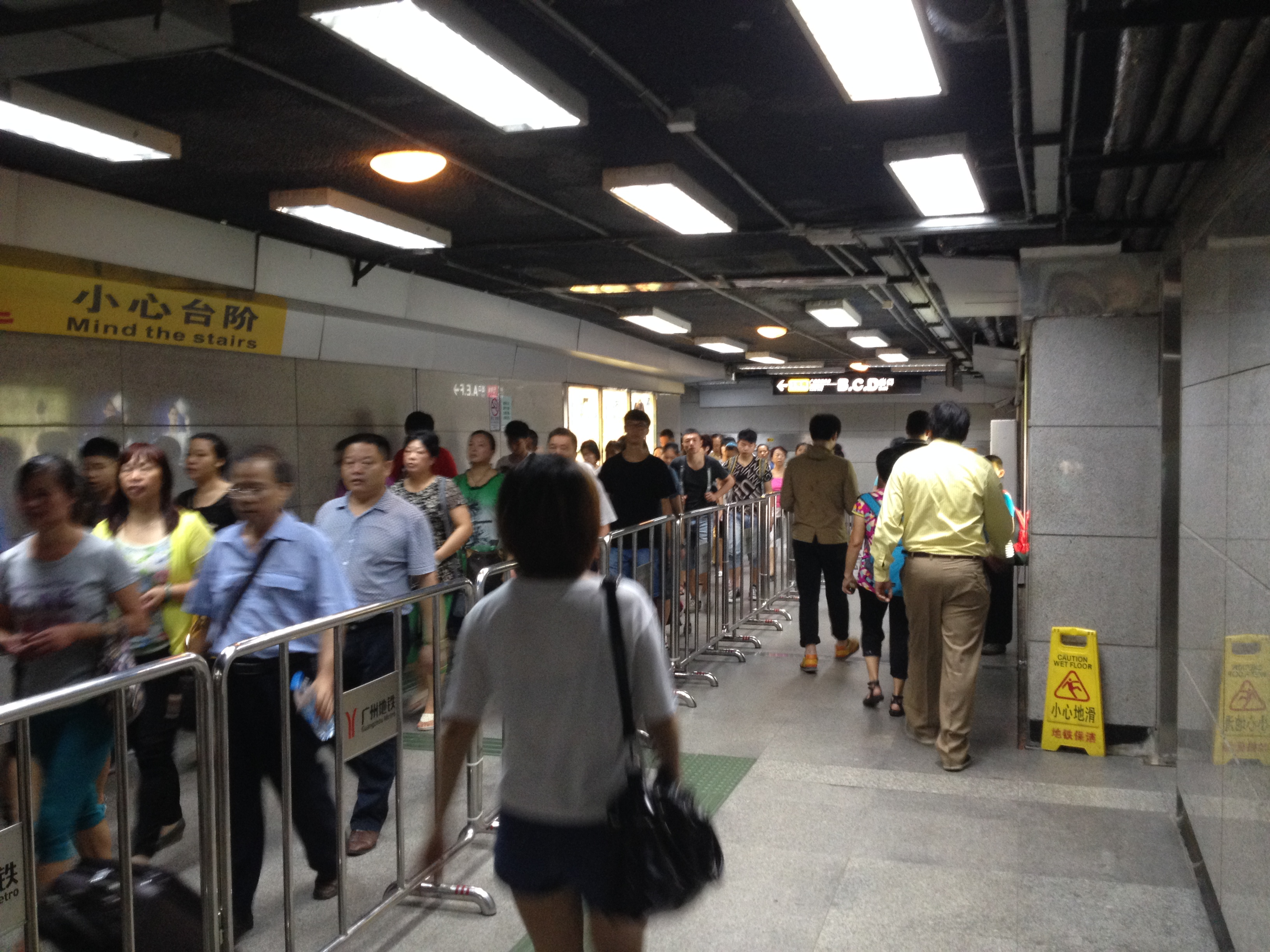
杨箕站的换乘通道

早期落成的路线以及站點由於規劃时沒有預料到将来會與眾多線路交匯，故部分车站無作任何換乘預留。
部分车站如杨箕站、广州火车站、东山口站和黄沙站备受批评，均为5、6号线与1、2号线的换乘站，而1、2号线均没有预留换乘条件。1号线与5号线交会的楊箕站只能改造原有A出口作為換乘通道，但出入口通道一般設計得比較狹窄，而且為了不影響既有車站的結構，新建5号线車站離1號線車站有一段距離。換乘路程較遠而且转弯较多，中間還要上落樓梯，因此成为现时最不便的换乘站之一，早晚高峰均须实行客流管制。在东山口站，有记者专门测试过换乘用了3分36秒29-4分31秒63才到达另一路线的站台。黄沙站的换乘亦不便，需要先坐扶手电梯上平台，然后再步行经过一段距离非常远的蜿蜒走廊，到达6号线站厅，再搭两层扶手电梯才能到达月台。而2、5号线的换乘站广州火车站虽然比上述车站的站厅、站台较宽，换乘距离较短和扶梯楼梯数目较多，但因两线需要通过站厅通道步行换乘，加上客流较多而拥挤，仍为人诟病。
曾宝贤曾就换乘问题给地铁公司写过一封信，指广州火车站、杨箕站换乘站，换乘路线过远，乘客辛苦，建议修建类似机场里的输送梯，但地铁没有向其作出任何回应。不过上述兩站的換乘通道不夠平直，通道狭窄还有數個轉彎位，因此每段的長度也難以安裝水平輸送梯。也有乘客要求楊箕站換乘通道裝扶梯，地鐵公司則回應：「国标规定高差六米以上要建扶梯，该处只有一两米，所以没有安装。」
目前部分新建线路其车站会跟随线网的规划交汇，而在落实建设时同时预留与其它线路换乘的条件，使之在远期成为较为方便乘客的换乘站。但由于规划到落实建设仍会有调整计划，因此换乘问题仍会难免。
而18号线、22号线作为使用8节编组D型列车的市域快线，车站规模明显大于其他普通线路车站，也直接导致此两条线路换乘其他既有线路的步行距离、时间较长。所幸两线与既有线路各换乘站的换乘通道均设置了自动步道，以此来缓解乘客换乘的不便。

### 设站问题

#### 13号线
在13號線二次環評公示時，13號線並未在東風西路人民路口設站，而該處週邊則有市第一人民醫院，廣州醫科大學本部以及廣州市少年宮等重要機構以及眾多住宅區。而該處在地鐵規劃完成後雖然東南西北都被西門口站、彩虹橋站、流花路站以及紀念堂站包圍，但前往任一地鐵站都至少需要步行一公里，乘坐地鐵來往該處有較大不便。因此引起了廣州市民的熱議。有市民提議可在13號線增設「廣醫站」，填補對該處的覆蓋。同時亦有意見指出增設廣醫站，若未來規劃增加行走人民路走廊的地鐵線路時，可以在廣醫站與13號線換乘。另外對於質疑加站影響13號線的快線定位，亦有意見指出13號線的白馬崗站距離鄰近的马场站僅450米，因此距離兩側鄰近車站超過800米的「廣醫站」，有合理的增設理由。同時坊間亦有13號線二期增加四站的方案流出，除在廣醫一帶增設的「東風西路站」，亦增設了石門村、棠下西及桃園路三站。但其後獲批的13號線二期的工可報告中，車站數目仍然維持在23站，沒有增設任何車站。廣州地鐵方面亦從未對此作出任何回應。

#### 18号线
2016年初，为满足18号线可在30分钟内跑完全程的要求，地铁公司一度取消沙溪站的规划，引发沙溪等地区居民不满，居民向广州市发改委致信；后来地铁公司恢复设置沙溪站，相关规划亦于次年获得批复。
在2017年4月，18號線進行環評公示期间，坊間有不同的聲音分別要求在體育東路（即體育中心站）和魚窩頭等地增设车站。廣州市發改委在4月底回應媒體稱會研究是否增加體育東路站，但廣州市國土規劃委員會在一个月后到新聞發佈會回應稱，為滿足南沙副中心到廣州市區30分鐘快速直達的時空目標，需嚴格控制沿線車站數量，且作為時速高達160公里的快線，車站不可能設得太密，因此18號線維持現時設置9站的方案。此外番禺区亦争取在与莞惠城际交汇处（东环站附近）增设番禺大道北站，但最终仍被市级部门以同样理由否决。
也正因為設置車站數較少，分流3号线的作用有限，故其后又另外规划沿广州大道行走的26号线，以求进一步分流客流。

### 新线换乘安排问题

#### 10号线
在10號線首次公佈的設計招標文件中，拆解後10號線將另設天河路站，位於體育西路站以北約200米處，雖註明與1、3號線體育西路站換乘，但附圖中天河路站的兩個方案卻都沒有顯示有連接至體育西路站的換乘通道；註明與廣佛線換乘的石溪站雖然將增建通道連接，但卻被提及為非付費區換乘。因此如果需要在天河路站-體育西路站或石溪站換乘，就需要先出閘，在站外步行數分鐘抵達另一條線的車站，然後排隊安檢後再次入閘。此舉令廣州市民嘩然，並引起熱議。同時，10號線與5号线、8号线相交，但分別另設寺右新馬路站和中大南門站，均無法與5號線五羊邨站和8號線中大站換乘；署前路站則位於1、6號線東山口站以南約200米處，但同樣不換乘。而與同期規劃建設的13号线則在中山一立交地底相交，兩線均沒有在此處設站，自然也無法換乘。因此10號線與多條重點線路相交但都未能換乘，影響10號線的通達性。有市民表示希望地鐵方面能考慮乘客的出行便利，做好10號線與其他線路的換乘。同时10号线工程可行性报告的批覆意见亦指出署前路站和中大南门站是原由换乘站变更成非换乘站，应力争两站按换乘站设计，以增强整个线网的通达性。广州地铁28号线（佛穗莞城际）在规划初期曾计划设有滨江东路站，10号线建设时已预留换乘节点。惟最新规划中，28号线滨江东路站被取消。多位市民建议保留车站，或参照佛山段普君北路站的处理方式转为预留站。
隨後廣州地鐵方面通過媒體回應，稱天河路站將設有付費區換乘通道連接至體育西路站，乘客換乘時無須出閘。但換乘通道將比現時楊箕站的通道更長。至於這條換乘通道如何設置，有否平面自動步道，廣州地鐵則稱有待後續設計的敲定；2018年6月上旬，根據廣州市建设科技委公佈的信息，10號線增加兩個換乘站，廣州地鐵相關負責人對媒體回應表示，其中一個即為寺右新馬路站，與5號線五羊邨站換乘。至於如何換乘及是否統一名稱，相關負責人表示，接下來將與規劃部門一道深化落實研究；2020年10月再向外界公佈，署前路站有望重新成为换乘站，连接至东山口站换乘1、6号线，但因建设换乘通道所需的征拆范围过大引起争议，地铁部门在11月决定暂缓换乘通道的建设，后決定取消署前路站；而关于中大南门换乘8号线的问题，广州地铁方面在2020年10月底回覆市民建议时表示，中大南门站将预留远期换乘通道连接至8号线中大站，待具备实施条件时统筹推进。
2025年10号线首通段开通时，寺右新马路站定名为五羊邨站，惟因换乘通道建设进度缓慢而需实行出站虚拟换乘；石溪站（工程名：工业大道站）定名为工业大道南站，该站亦未获安排与广佛线进行换乘；中大南门站仍未建设换乘通道，亦未能随首通段同步开通。

#### 13号线
在13號線二次環評公示時，13號線分別與1号线、3号线、6号线相交，但分別另設花城廣場北站和農林下路站，均無法與1、3號線體育西路站和5、6號線區莊站換乘；而與同期規劃建設的10号线則在中山一立交地底相交，兩線均沒有在此處設站，同樣也無法換乘。因此13號線在市中心與1、3、6、10號線等多條重要線路相交但都未设置換乘。同時在規劃中13號線將與3號線共同构成广州地铁“十字快线”骨架，兩者是否能便捷换乘，關係到市民的出行便利，以及13號線本身以至广州地铁线网的通达性。此舉引起廣州市民的關注和熱議。雖然上文中提及的項目招標中曾提及要考慮花城廣場北站與體育西路站的換乘，但對此隨後有廣州地鐵方面的專家通過媒體回應以車站位置無法變動，和技術規定無法增建通道兩個原因解釋未設置換乘通道一事。同時更推託稱乘客可換乘兩次，經過第三條線迂迴到達。
其後廣州地鐵官方回應市民對相關問題的諮詢，表示花城廣場北站和10號線天河路站均已被納入體育西路區域換乘設計範圍，均會設置換乘通道連接至體育西路站實現與1號線、3號線和APM線的換乘。但受到體育西路下方3號線站後折返線結構影響，以及體育西路兩側建築密集的原因，花城廣場北站通往體育西路站的地下換乘通道暫時無法建設，需留待遠期黃埔大道和體育西路週邊用地進行舊城升級時，再同步建設換乘通道。隨後有消息指出，花城廣場北站和體育西路站將以地面換乘通道的形式實現換乘。而關於農林下路站未能與6號線的換乘問題，廣州地鐵方面則未有回應。
不过在2022年8月的广州轨道交通规划的意见征询中，有市民建议中再次提到了此前未有设置的中山一立交站。若在此设站，则有望实现与10号线和26号线的直接换乘，同时分担体育西路站周边的交通压力。而且市区段最后一个未开工的建设六马路站已于2022年8月底开工，因此有分析指在市区段工程整体较滞后的情况下，设站具有可行性。

## 运营相关问题

### 地铁员工家属免费乘车制度争议
为了应对线网大客流，保障乘客出行安全，广州市地下铁道总公司开创全国之先河，自1997年6月28日起，实行“地铁员工家属免费乘车制度”；然而，这项制度却引起了广泛争议，南方日报更是怒批该制度“令人诧异”。最后，该制度在2005年12月16日0时起正式宣布取消。深圳地铁在2010年9月16日被媒体曝光其也实行了类似的制度，也引起了广泛争议。

### 羊城通事件
2004年，地鐵的8名工作人員在車站站厅客服中心，通過在充值羊城通過程中強行斷電的方式，累計往百多張羊城通卡內反复非法充值25萬餘元，然後到各大超市瘋狂消費，有人甚至勾结他人銷贓，將非法充值的羊城通打折出售。2006年11月1日起，人工充值服務轉移到地鐵站內的「天天洗衣店」及7-Eleven，客服中心只提供售卡服務。

### 遮蔽驾驶室瞭望窗
广州地铁部分列车有配置驾驶室瞭望窗，但在2013年9月2日，东晓南站曾发生有乘客通过瞭望窗看到后尾列车灯光，误以为追尾而拉动列车紧急解鎖車門逃生装置，导致混乱的事件，之后地铁运营方将全部列车已有的瞭望窗遮蔽。

## 站名及车厢广播问题

### 车站命名争议
對於车站命名，有許多不同的意見。
- 有人质疑芳村站的命名，尽管实际上芳村站是取名自紧邻车站旁的芳村村落，而并非指当时的芳村区，但芳村站、花地灣站、坑口站、滘口站和西塱站均屬於地理意义上的芳村，使用“芳村”命名站點有以偏概全之嫌。
- 在地铁2号线北延段中，飞翔公园站、白云公园站、白云文化广场站虽然有规划公园和广场设施，但在开通初期相关配套设施尚未建设，导致被质疑车站站名误导乘客[77]。目前，飞翔公园站站外已建成“白云新城飞翔口袋公园”[78]，白云公园站站外的白云公园于2013年建成开放后改建为现广州市儿童公园[79][77]，白云文化广场站站外已建成户外休闲广场。
- 一些站點名稱曾经在规划时有过改動，如中山八站曾命名為中山八路站、潭村站曾命名為賽馬場站、漢溪長隆站曾命名為漢溪站和長隆站等。2011年12月30日，广州市民政局发布公告批准将6号线兴建中的越秀南站更名“团一大广场站”，此举在网络上引起广泛争议，有网民怀疑地铁公司更改车站名称是受外来压力影响。[80]

### 英文翻譯爭議

#### 站名翻译争议
廣州地鐵車站的英文譯名從開通至2006年11月都是直接使用漢語拼音，例如廣州火車站譯為，中大站譯為。此譯法備受詬病，而當時上海、香港等城市都是地名以拼音與固有設施以英語詞彙混合使用。 2006年11月，地鐵公司作出決定，將1-5號線所有車站中文名稱按照市地名辦的規定執行，而英文譯名則按照廣州市人民政府外事辦公室的規定執行，地鐵車站的完全漢語拼音英文譯名被全部更換。廣州火車站譯為，中大站譯為等。  然而按照地鐵目前執行的標準，站名翻譯仍存在許多爭議，例如中山八站因中山八路而命名，英文也應該使用，而非，現時體育西路站（Tiyu Xilu）、白雲大道北站（Baiyundadaobei）等依然使用全漢語拼音，並沒有按照亞運前廣州市交管部門下發的《全市道路交通標誌及路牌設計指引》中使用、的規定。另外部分方位詞也存在爭議，例如車陂南應譯為而不是。地鐵公司稱，車站站名均按照地名辦等管理部門要求設置，同時兼顧乘客問詢的便利，上述問題將會提請相關部門研究更改的必要性。
道路名称车站的英文翻译形式也存在各个时期不统一的问题。例如：
| 启用年份                       | 车站名称                       | 当前英文翻译                   | 以2022版规范进行翻译           |
| 「」或「」等后缀和前续音节连写 | 「」或「」等后缀和前续音节连写 | 「」或「」等后缀和前续音节连写 | 「」或「」等后缀和前续音节连写 |
| ------------------------------ | ------------------------------ | ------------------------------ | ------------------------------ |
| 2017                           | 花城路                         |                                |                                |
| 2019                           | 大观南路                       |                                |                                |
| 2019                           | 神舟路                         |                                |                                |
| 2022                           | 市广路                         |                                |                                |
| 2010                           | 白雲大道北                     |                                |                                |
| 「」或「」等后缀单独拼写       |                                |                                |                                |
| 1999                           | 长寿路                         |                                |                                |
| 1999                           | 体育西路                       | [ 注 4 ]                       |                                |
| 2009                           | 科韵路                         |                                |                                |
| 2013                           | 北京路                         |                                |                                |
| 2024                           | 海涌路                         |                                |                                |
| 2010                           | 宝岗大道                       |                                |                                |
| 2023                           | 保盈大道                       |                                |                                |

與陳家祠（Chen Clan Academy）站翻譯不同，華林寺（Hualinsi Buddhist Temple）站的英文翻譯中「”和有重複翻譯之嫌，祖廟（Zumiao）站則按漢語拼音翻譯；不過，在2021年九月發佈的新版線路圖上，千燈湖（Qiandenghu Lake）的英文翻譯刪去了，改為。
随着2022年广州市委外事工作委员会办公室发布新版《广州市公共标识英文译写规范（2022版）》要求规范地名道路等英文命名，地铁方面在2024年12月、2025年6月更新物料的过程中，对10号线、11号线和12号线东、西段沿线以道路名称命名或含有方位词的车站使用对应的英文进行翻译。
以下是部分采用新英文翻译标准的车站：
| 车站名称   | 原英文翻译 | 新英文翻译 |
| ---------- | ---------- | ---------- |
| 龙口西     | 不適用     |            |
| 江泰路     |            |            |
| 工业大道南 | 不適用     |            |
| 滨江东路   | 不適用     |            |
| 东晓南     |            |            |

预计随着线网新线路的逐步开通，地铁方面将对相关车站名称的英文翻译进行逐步规范。

#### 运营信息翻译争议

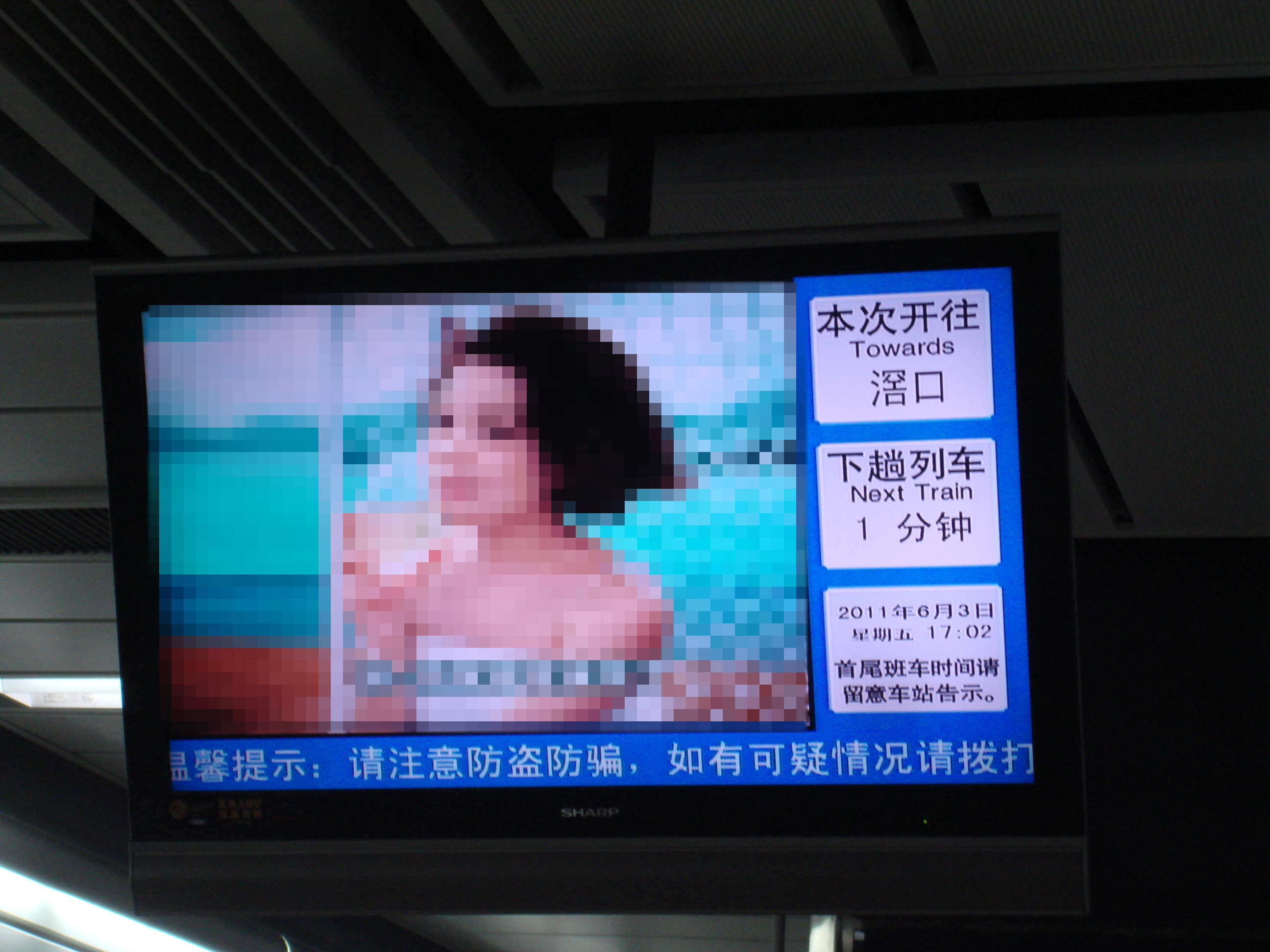
广州地铁5号线的车站地铁电视（2011年，界面更新前），可见列车终点站站名和到站时间仅有中文显示

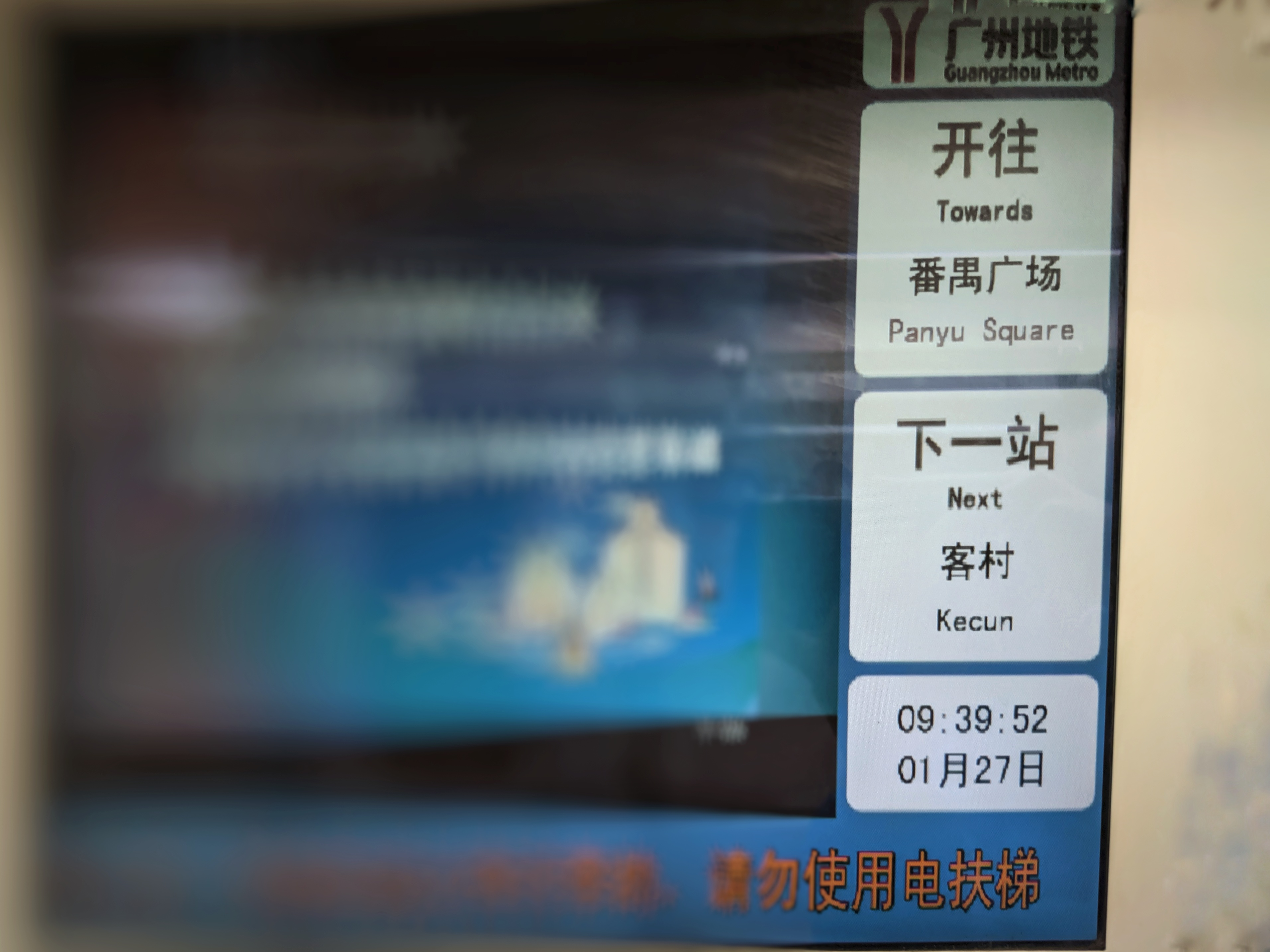
广州地铁3号线的车厢地铁电视，可见列车终点站站名和下一站站名均为中英文对照显示

另外，廣州地鐵早期绝大部分线路的站台顯示屏上，終點站的中文站名和中文的倒計時時間諸如“1分鐘”、“即將到站”等內容，並沒有顯示對應的英文翻譯。
随着新线的开通和既有线路后续的运营，以下线路实现了运营信息的中英文对照显示：
- 14號線和21號線為配合快慢車運營的需要，11号线为配合环线运营的需要，10号线、12号线为配合显示当前车次车厢客流量信息的需要而重新设计了地铁电视的显示格式，相关运营信息均采用中英文对照显示；
- 18号线、22号线则全数采用屏蔽门上方内嵌的显示屏显示运营信息，相关运营信息均采用中英文对照显示；
- 5号线东延段、7号线二期开通后，对应线路全线站台地铁电视的界面均进行了更新，相关运营信息均采用中英文对照显示；后续的3号线东延段沿线各站、8号线同福西站至滘心站沿线各站、9号线全线各站地铁电视的显示格式亦采用了同样安排；
- 广佛线亦开始逐步更新车站的地铁电视之显示格式，新格式由原本的仅显示当前的一班车次更新为与佛山地铁一致的显示最近两班车次，同时实现了运营信息中英文对照显示。

实现了运营信息中英文对照显示的部分地铁站台电视一览
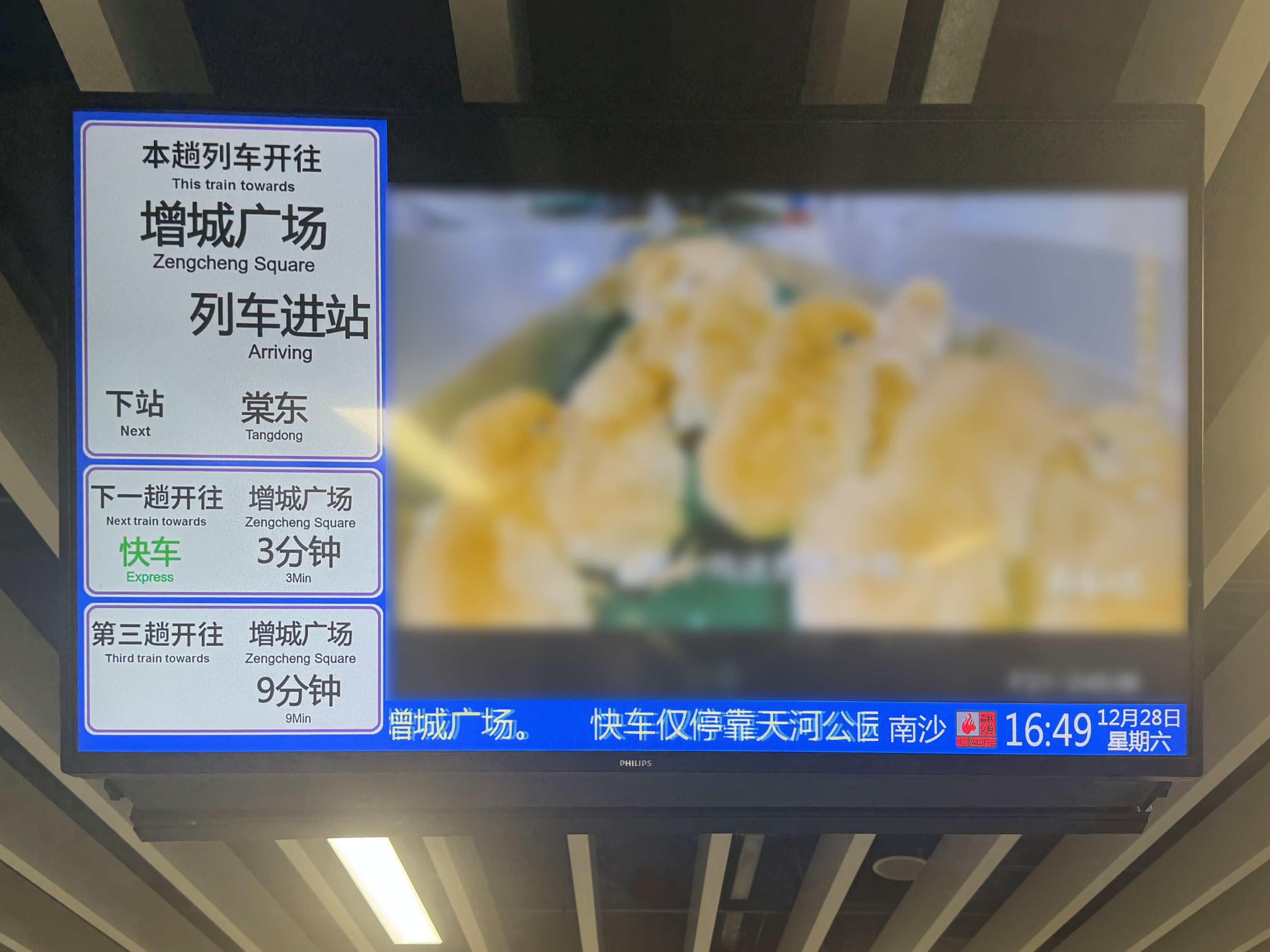
21号线天河公园站的站台地铁电视
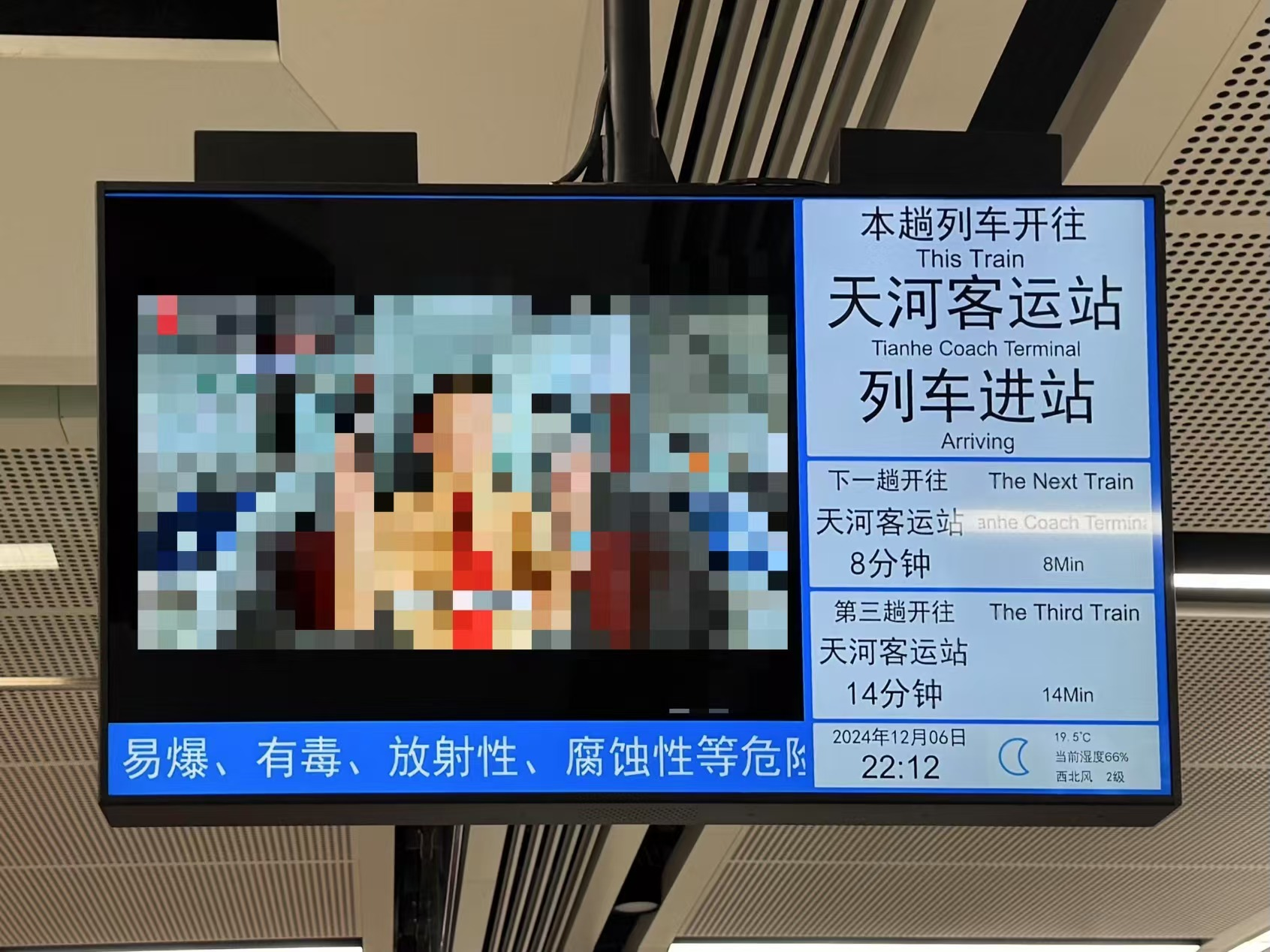
3号线东延段傍江站的站台地铁电视[注 5]
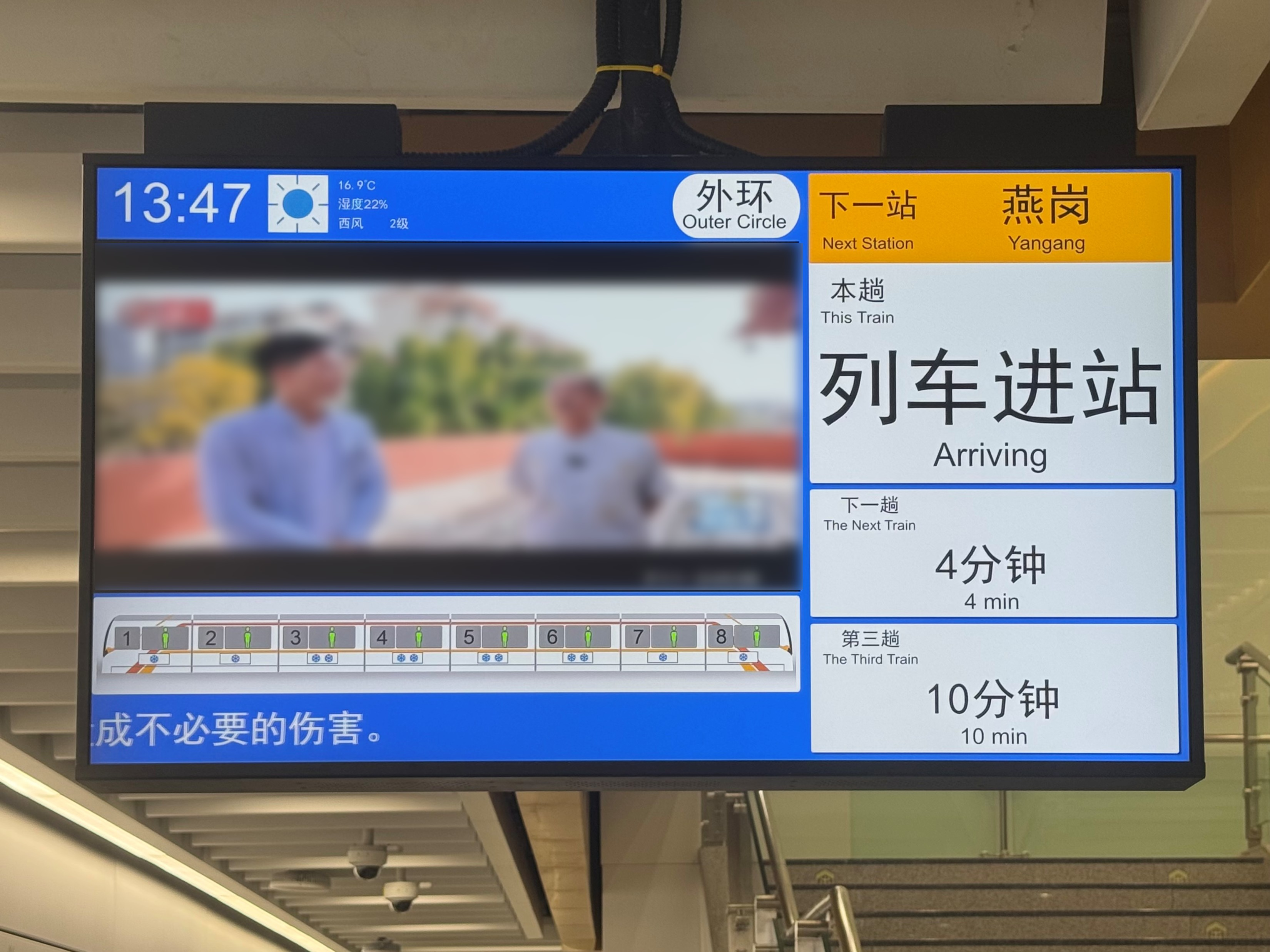
11号线棣园站的站台地铁电视
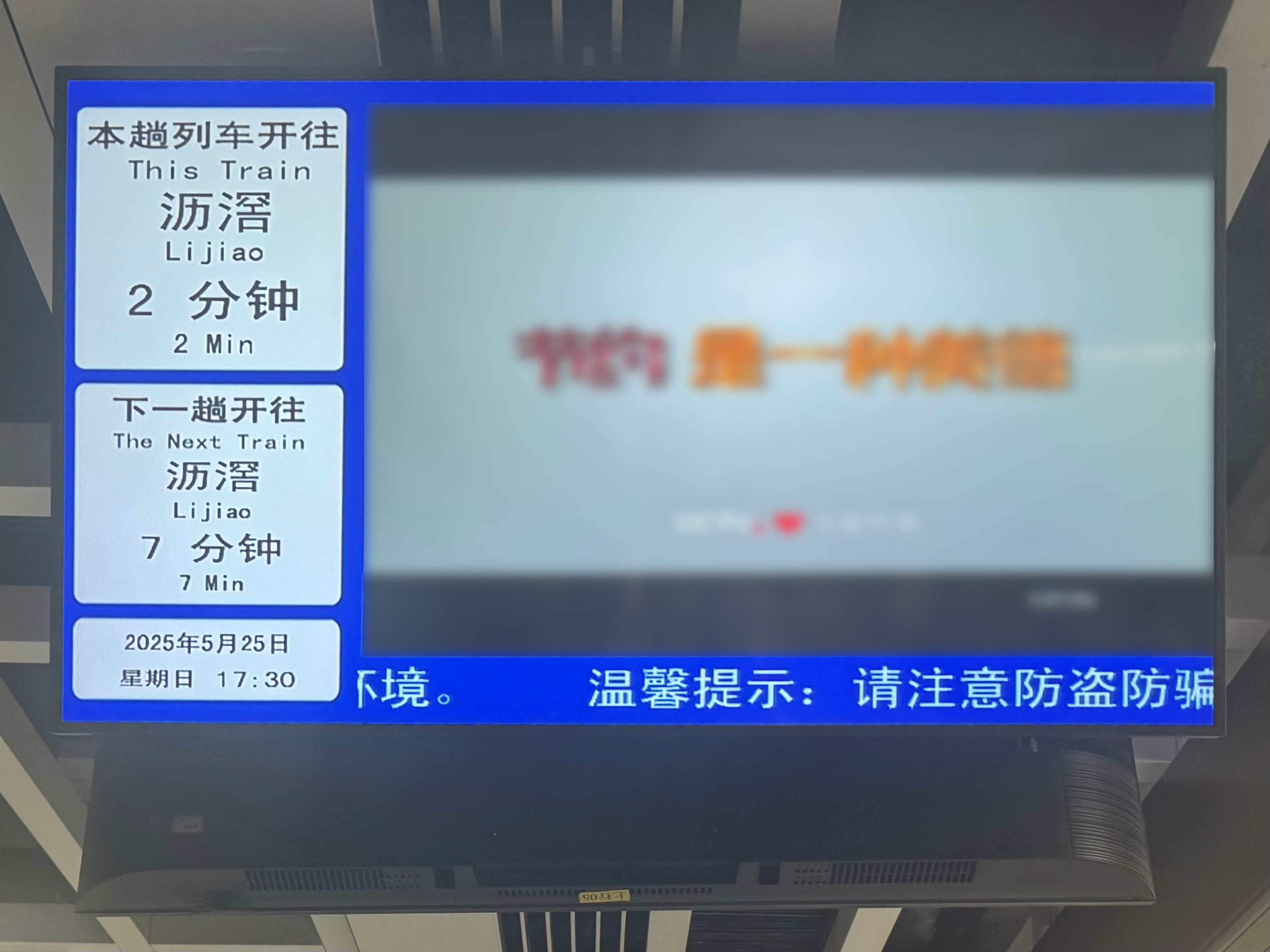
广佛线沙涌站采用新界面的站台地铁电视

自2023年1月1日起，广州地铁全线网所有列车内的地铁电视显示屏上，列车种类、目的地、到站时间等信息全部采用中英文对照显示；预计随着线网新线路的开通，新增车站的地铁电视显示屏都将实现运营信息中英文对照显示。

### 站名用字争议
廣州地鐵1號線與廣佛地鐵的換乘站西塱站，位於荔灣區芳村西塱，鑑於當時電腦字庫中沒有“塱”字，因此採用了同音字“朗”。現在字庫已增補此字，但為了方便民眾，「西朗」沿用多年。后来广州市民政局已经允许其改为西塱，但地铁公司表示因修改路线图、站牌等成本巨大，可能耗费上千万元，会在下次线网调整时再作更改，以节约成本。但自后来6号线开通后，地铁公司再称因为地铁现有车站售票机等大多还使用旧电脑系统，难以在短时间更改系统，因此并没有确实更名时间表。至於6號線的“柯木塱”則將使用“塱”字。
2018年4月，有市民信訪廣州地鐵，地鐵公司回應稱，現一號綫設備系統已開始進行升級改造，因此西朗站更名條件已成熟，正在向上級主管部門申請更名。2018年8月，广州市地名委员会办公室正式批准广州地铁一号线西朗站更名为西塱站。2018年9月，廣州地鐵包括車廂和吊牌等所有指示系統中，「西朗」已正名为「西塱」。
對於𧒽崗站，「𧒽」字屬於CJK漢字擴充B區字，編碼274BD。在大多车站售票机以「虫雷岗站」或「礌岗站」显示。因2010年电脑字库中没有「𧒽」字，因此当时佛山地铁在导向标识中，使用了由电脑造字程序生成的「𧒽」字。

### 广播信息争议
与港鐵、深圳地铁相比，广州地铁车厢报站冗长且累赘。首先港铁在任何情况下都不会使用单一语种广播，无论安全警示又抑或普通报站，都有三语广播，车厢广播也不会介绍附近商家的赞助服务。而广州地铁的普粤英比例不平等情况严重，虽所有车站站台在列车到站后都有以普通话、粤语及英语的欢迎广播提示提醒到站乘客，但车厢內的部分安全提示，则只有普通话。以普通話為主的廣播，有一些廣州長者根本就聽不明白。因为对邻近赞助商家的广播占用太多时间，安全提示、文明提示等广播就因此只能使用普通话，地铁公司此商业举措并没有尊重700万本地市民的母语需要，甚至被质疑有打压粤语之嫌。地鐵聲稱，商業廣播所有收入全部用於彌補、支持地鐵營運，最終讓市民得益；關於粵語占比，地鐵會根據客流組成的變化定期研究，如有必要會進行調整。
2008年5月，二号线粤语报站被完全取消，网络上的广州网友顿时群起抗议，一位自称是地铁职员的网民在论坛上指：“6月28日四号线因某些原因要从5月8日至6月27日停运，于是停运信息要加到列车广播里，但是二号线广播系统存储文件的空间有限，因此只能暂时清理原来的粤语内容以腾出空间。”此事经媒体报道后，5月15日二号线各站粤语报站被恢复。
2011年5月31日，有人在微博上称“广州地铁一号线粤语报站被取消”，再次引起社会广泛关注。地铁对此解释称，公司在列车启动时增加了“请上车的乘客，往车厢中部走”的语音播报引导（只有普通话），但没有改变报站语言，只是报站时间延后，报站仍然采用三种语言，所以引起乘客“误解”。
2011年8月，有網民在微博上指亞運公園所在地的APM綫海心沙站是唯一一個沒有粵語報站的地鐵站。該站值班站長向媒體聲稱，APM線因為使用進口列車，與其他路綫不一樣，所以沒有專門的粵語錄音，之前地鐵部門方面也沒有註意到這個問題，所以海心沙站才會出現這個現象，公司將會重新錄音修正。同年12月底，地鐵官方微博發文稱「廣州地鐵一直保持三語報站：過去，沒有取消過粵語；現在，沒有取消粵語；將來，也沒有計劃取消粵語——謠言止於智者，且聽便知真假。」實際上，APM線的林和西和赤崗塔站月台廣播同樣長時間沒有廣州話，後者直至2013年12月底易名「廣州塔站」時才獲增加，前者亦於同期加入。

#### 广播加插广告争议
2019年底，广州地铁13号线曾在車廂报站中加入廣告贊助，在21号线开通时取消。
2020年5月22日起，廣州地鐵在全线几乎所有的地铁車廂和站臺廣播中加入某檳榔品牌的廣告贊助前綴，由于檳榔被世界衛生組織下辖的國際癌症研究機構列爲一類致癌物质，从而引起網友争议。
目前部分线路的报站开头仍有“〇〇〇提醒您”的广告赞助，由于广告前缀在关键信息前播放，因此部分乘客表示不满，认为广告前缀会影响乘客对关键信息的接收，应置于关键信息之后，赞助商家及文明提示之前。

## 車站衛生問題

### 车站卫生间普及率低
一项调查显示，广州地铁的卫生间普及率全国最低，仅16%左右。在2010年前开通的线路中，2号线的情况最差，且周边的公共卫生间离车站较远，市民往往要出站步行很远才能找到，极不方便，出现有少部分内急的乘客直接在站内垃圾桶甚至列车上解决。地铁公司则表示由于早期线路规划中并没有要求需要建设厕所，而现有旧站点加装厕所则较为困难。之后地铁公司也推出厕所指南告知线路内或站点附近可用的厕所位置。
随着國家新的地铁设计规范標準明确必须在車站內加設公共洗手間，在2013年之后开通的线路或启用的车站中，除6号线區莊站外，其余新建车站以及經過新線成为換乘站的车站均会配备洗手间。
2019年起，广州地铁开始分批改造车站内的卫生间。但关闭的卫生间数目过多，如六号线几乎全线所有站点的卫生间均被关闭，为想要如厕的乘客造成了不便。

### 检出超级细菌
2015年10月29日，广东药学院公共卫生学院副教授姚振江的研究团队发表在学术期刊《科学报告》上一项研究显示，广州地铁系统检出被称为超级细菌的耐甲氧西林的金黄色葡萄球菌。姚振江表示，2013年11月，他们团队在广州地铁1、2、3、4、5、8号线和APM线共7条线路上采集了320个样本，取样点涉及32个地铁车站，包括地铁中经常被乘客触碰的位置，例如扶手、座椅、售票机、自动扶梯等。报告称，有193个取样点含有耐药的葡萄球菌，比例超过60%；其中8个含有超级细菌，检出率2.5%。这种细菌對抗生素有較強抗藥性，一旦感染可致死亡。而專家稱，耐藥細菌雖然有感染危險，但正常人感染率極低，無需恐慌，不会因接触这种细菌而生病。

## 安检问题

### 安檢監控強化
2017年8月9日，广州地铁在官网挂出安检服务项目（2017-2020年）招标，投入涉及近26.7亿元，包括采购855台安检设备与1.2万新安检岗位的设置，而未向公众正式交待具体内容。但标书公布不足8小时即暂停招标。有记者查询地铁方面回应表示，具体情况明朗后会由相关部门对外发布信息消息。當時意见指广州地铁客流强度高居全国第一，必须有足够预估一旦安检升级，会对通过效率有几大影响。
而到2017年10月10日开始至11月30日，广州地铁分阶段在所有车站升级进站安检措施，预计造成部分地铁站入站耗费30分钟或以上，导致体育西路、滘口、东山口等车站通行困难，部分车站最长入站轮候达一个小时，惹来民众严重质疑有关安排存在扰民。而據報花露水、噴霧劑等無法攜帶入閘，安檢實施出現化妝日用品被大量收繳而財物損失未有賠償。
2017年12月28日廣州地鐵9號線、13號線、4號線南延和14線知識城支線四條線路同步開通運營，其中14號線知識城支線配置全球首次全車30個高清視頻即時監控，地鐵列車每個車廂裝有4台高清攝像槍，6節車廂共安裝24台高清攝像槍，另外兩端司機室還各安裝了3台高清攝像槍。2018年計畫開通的廣州地鐵14號線和21號線也預計配置監控設備，車廂高清監控探頭遂能連續不斷地向地面傳輸。預料該項技術未來將推廣至廣州所有地鐵線路。
2018年5月13日，广州地铁设计研究院有限公司发出公告，宣布即日起至5月30日将向指定单位与本院内征集广州地铁站外安检房造型设计方案，计划涉及在运营的既有站场出入口改造、加设站外安检房和新建线路出入口与安检一体化站房安检房，惹来舆论哗然质疑继续浪费公帑。8月29日，廣州市設計院的方案獲得通過。
2018年10月26日起廣州地鐵在萬勝圍站A口、珠江新城站B1口、嘉禾望崗站B口及體育西路站E口等四個车站入口，試點人面識別功能、乘客實名認證通行。實名認證安檢要求乘客提前下載地鐵客户端，做實名認證和人面數據採集。
2019年4月开始，未有預告下广州地鐵安檢再次升級為“大包小包都要查”，令不少站點入站出現“人逼人”大場面，有乘客表示即使僅攜帶一瓶水，也被要求接受安檢。有關升級，再度引起公眾輿論關注廣州作為人口密度高、交通壓力極大的大城市，地鐵實施安檢極大阻礙其本身的公共交通能力。
2019年11月，據廣州地鐵和廣州市發改委消息披露，預計2年內會在地鐵站130個出入口加建站外安檢房，斥資2.69億元，涵蓋2號線至8號線的29座車站。第一部份試點包括天河客運站A出口、大石站D出口、琶洲站A出口和C出口、新港東站A出口、漢溪長隆站F出口。屆時任何人進入地鐵站範圍都要經過安檢，安檢程度將逼近中国的首都北京。
2024年12月8日，广州地铁在未有预告下突然加强安检力度，强调携带的物品均需过安检机，安检门、安检机报警后需要进行人工复查及开包复检。该措施实施后导致线网中多个站点安检门前聚集大量客流，部分车站一度需要排队约半小时方能通过安检；次日工作日高峰时段，拥挤情况更为严重，客流量大的车站一度出现上百米的长队。此举引发大量乘客不满与批评，广州地铁客服一度回应媒体查询时称，安检标准一直如此，“并没有特殊背景”。但9号傍晚起，多个车站又陆续恢复以往的安检流程。

### 濫用機制阻礙乘客自由进站
2018年7月18日，有穿着洛丽塔裙子的大学生入大石站時，被地铁安检员以“奇装异服”为由阻攔搭乘地鐵。7月20日下午，广州地铁就此事致歉，解释当班安检员对“奇装异服”理解不到位，要求安检公司加强培训。事件发生的两个月后，有网友揭發在燕塘站再次被安检人员以同样的理由阻攔進入，後安检人员将其放行，之后在2018年11月，再有网友揭發其穿着哥特装在体育西路站进站，被车站保安以“吓人”、“奇装异服”为由阻攔其搭乘地鐵。
到2019年3月10日，一位化哥特妝的女性乘客在蕭崗站進站，再被安檢人員阻攔進站搭乘地鐵，當場要求該乘客“請原地卸妝”，引發輿論廣泛關注，哥特同好群體亦發起聲援行動表達不滿，有不少人將自己的哥德妝自拍照放上微博，並加上Hashtag「#為廣州地鐵發自拍#」以示抗議。事后的3月11日下午5點，廣州地鐵作出回應称「如給您造成不便很抱歉，小編已提醒業務部門注意。」3月16日，广州地铁就此事再次发表声明，称此次事件确实存在当事安检人员处置不当的问题，对此深刻检讨反思，推动工作改进，同时约谈安检单位，对当事安检人员进行处理，对当班班长停岗培训，督促安检单位提升服务质量和服务效率，并对受影响的当事人致歉。2020年万圣节期间，在车站外提前设置卸妆区，让参加完长隆欢乐世界活动的进站乘客提前卸妆。